# Augustin Palát
Augustin Palát (16. února 1923 Krhová – 18. července 2016 Praha) byl český sinolog, překladatel, diplomat a pedagog.
Již během války navštěvoval kurzy čínštiny u Jaroslava Průška v Orientálním ústavu, po válce absolvoval právnickou fakultu UK v Praze, poté studoval na filosofické fakultě sinologii. Poté přednášel čínštinu v Praze, Olomouci a ve Zlíně. Roku 1954 se habilitoval na filozofické fakultě v Praze a téhož roku se stal velvyslaneckým radou v Pekingu (do roku 1958), poté byl rok na stáži v Historickém ústavu Čínské akademie věd v Pekingu. Po návratu do Prahy působil jako náměstek ředitele Orientálního ústavu (do roku 1970) a vyučoval na Univerzitě 17. listopadu. Po nástupu normalizace musel záhy zcela z Orientálního ústavu odejít (1973) a poté se živil jako překladatel pro Pražskou informační službu. Po roce 1989 začal znovu přednášet na Ústavu dálného východu FF UK, dále se účastnil organizace mezinárodního sinologického života (má zásluhu např. na založení Mezinárodní sinologického centra Chiang Ching-kuovy nadace při Univerzitě Karlově v Praze).